# Южный Бенкулу
Южный Бенкулу (индон. Bengkulu Selatan) — округ в составе провинции Бенкулу. Административный центр — город Кота-Манна.

## География
Площадь округа — 1186,1 км². На западе и северо-западе граничит с округом Селума, на севере — с территорией провинции Южная Суматра, на юго-востоке — с округом Каур, на юге омывается водами Индийского океана.

## Население
Согласно данным переписи 2010 года, на территории округа проживало 142 940 человек.
Наиболее распространёнными этническими группами среди населения округа являются: сераваи (76,87 %), пасемах (13,39 %), яванцы (2,89 %), минангкабау (2,21 %), малайцы (1,06 %) и другие.

## Административное деление
Территория округа Южный Бенкулу административно подразделяется на 11 районов (kecamatan):
| - Айр-Нипис - Бунга-Мас - Кедуранг - Нижний Кедуранг - Кота-Манна | - Манна - Пасар-Манна - Пино - Пинорая - Сегиним - Верхняя Манна |